# اسلیتر (خواننده)
کاترین گریس گارنر (انگلیسی: Catherine Grace Garner؛ زادهٔ ۱۷ سپتامبر ۱۹۹۶) که به‌طور حرفه‌ای با نام اسلیتر (به انگلیسی: Slayyyter) شناخته می‌شود، خواننده-ترانه‌پرداز آمریکایی می‌باشد. وی حرفهٔ خود را با منتشر کردن ترانه‌هایش در ساندکلود آغاز کرده‌است. او یکی از نخستین پروژه‌های موسیقی‌اش را در سال ۲۰۱۷ با نام «اسلیتر» در ساندکلود منتشر نمود. این پروژه تحت تأثیر سبک موسیقی دههٔ ۱۹۸۰ ساخته شده بود. اولین میکس‌تیپ او با نام خودش نیز به‌صورت مستقل در سال ۲۰۱۹ منتشر شد. اولین آلبوم استودیویی تحت عنوان بهشت آشفته در ژوئن سال ۲۰۲۱ تحت فیدر منتشر شد. دومین آلبوم وی نیز تحت عنوان استارفاکر در ۲۲ سپتامبر سال ۲۰۲۳ منتشر گردید.

## زندگی شخصی
اسلیتر به‌صورت علنی اعلام کرده که دوجنس‌گرا است.
اسلیتر پیش‌تر سعی می‌داشت نام واقعی‌اش را مخفی نگه دارد و از نام مستعار «کاترین اسلیتر» استفاده می‌کرد؛ که در رسانه‌ها به‌عنوان نام واقعی‌اش ذکر شده است. این کار با هدف دور نگه داشتن هواداران و رسانه‌ها از خانواده‌اش انجام شده بود.
در سال ۲۰۱۹ لو رفت که اسلیتر در سال‌های ۲۰۱۲ و ۲۰۱۳ مجموعه‌ای از توییت‌ها را با محتوای الفاظ نژادپرستانه منتشر کرده بوده. او بعدها بابت این توییت‌ها عذرخواهی کرد و گفت: «من در طول این هشت سال بسیار رشد کرده‌ام و تغییر کرده‌ام، و شخصی که امروز هستم، همان فرد ۱۵ سالهٔ آن زمان نیست. هشت سال زمان زیادی برای تأمل، رشد، بلوغ و بهتر شدن به‌عنوان یک انسان است. من می‌دانم که جوان بودن یا ناآگاه بودن دربارهٔ چنین مسائلی نیز توجیه‌کنندهٔ این رفتارها نیست، اما لطفاً بدانید که آدم‌ها واقعاً تغییر می‌کنند.» در پی این ماجرا، وی درآمد حاصل از فروش سی‌دی و صفحه‌های وینیل خود را به دو مؤسسه خیریه اختصاص داد: سیلویا ریورا لو پراجتک و بلک ترنس تراول فاند — دو سازمانی که از جوانان ترنس سیاه‌پوست حمایت می‌کنند.